# Студенівська сільська рада (Ілецький район)
Студе́нівська сільська рада (рос. Студёновский сельский совет) — сільське поселення у складі Ілецького району Оренбурзької області Росії.
Адміністративний центр — село Студене.

## Населення
Населення — 1686 осіб (2019; 1975 в 2010, 2327 у 2002).

## Склад
До складу сільської ради входять:
| Населений пункт  | Населення, осіб (2002) | Населення, осіб (2010) |
| ---------------- | ---------------------- | ---------------------- |
| Заживний, селище | 486                    | 428                    |
| Крестовка, село  | 258                    | 180                    |
| Роздольне, село  | 308                    | 221                    |
| Студене, село    | 1275                   | 1146                   |